# Aplosporella vivanii
Aplosporella vivanii är en svampart som beskrevs av Goid. 1937. Aplosporella vivanii ingår i släktet Aplosporella och familjen Botryosphaeriaceae.   Inga underarter finns listade i Catalogue of Life.